# رالف بکر
رالف بکر (انگلیسی: Ralf Becker؛ زادهٔ ۲۶ سپتامبر ۱۹۷۰) بازیکن فوتبال اهل آلمان است.
از باشگاه‌هایی که در آن بازی کرده‌است می‌توان به باشگاه فوتبال کارلسروهه، باشگاه فوتبال سن پائولی، و باشگاه فوتبال بایر ۰۴ لورکوزن اشاره کرد.